# Jim Holt
Jim Holt (* 30. Oktober 1954) ist ein US-amerikanischer Journalist und Sachbuchautor populärwissenschaftlicher Essays und Bücher.

## Leben
Jim Holt kam als High-School-Absolvent nach New York City, um Mathematik und Philosophie zu studieren. Stattdessen wurde er Clubbesucher, freischaffender Journalist und Essayist. Seine Beiträge über Philosophie, Mathematik und Naturwissenschaften wurden in der The New York Times, The New York Review of Books, The New Yorker und The American Scholar gedruckt. Für  das Onlinemagazin Slate hat er u. a. John Updike, Richard Dawkins und Bill McKibben  interviewt. Für  BBC Wales machte er zehn Jahre die Sendung Living in America, with Jim Holt. 
Sein Buch Why Does the World Exist?: An Existential Detective Story war 2012 ein Bestseller in den USA und kam in die Endauswahl des National Book Critics Circle Award für Sachbücher. 2020 erschien in der deutschen Erstausgabe When Einstein Walked with Gödel: Excursions to the Edge of Thought. In diesem Werk widmet er sich verschieden mathematischen und physikalischen Problemen und porträtiert verschiedene bekannte Persönlichkeiten, u. a. Albert Einstein, Benoit Mandelbrot, Alan Turing und viele andere.

## Schriften (Auswahl)
- Worlds within Worlds. Fourth Estate, London 2003, ISBN 978-1-84115-645-3.
- Stop Me If You've Heard This: A History and Philosophy of Jokes. W.W. Norton, New York 2008, ISBN 978-0-87140-720-7.
  - Kennen Sie den schon? Geschichte und Philosophie des Witzes. Übersetzung Martin Hielscher, Rowohlt, Reinbek 2015, ISBN 978-3-498-02837-4.
- Why Does the World Exist? An Existential Detective Story. Liveright Pub. Corp., New York 2012, ISBN 978-0-87140-409-1.
  - Gibt es alles oder nichts? Eine philosophische Detektivgeschichte. Übersetzung Hainer Kober. Rowohlt, Reinbek 2014, ISBN 978-3498028138.
- When Einstein Walked with Gödel: Excursions to the Edge of Thought. Farrar, Straus and Giroux, New York 2018, ISBN 978-0-37414-670-2.
  - Als Einstein und Gödel spazieren gingen: Ausflüge an den Rand des Denkens. Übersetzung Monika Niehaus und Bernd Schuh. Rowohlt, Hamburg 2020, ISBN 978-3-49803-048-3.